# Xenosaurus fractus
Espèce
Xenosaurus fractus est une espèce de sauriens de la famille des Xenosauridae.

## Répartition
Cette espèce est endémique de l'État de Puelba au Mexique et notamment des municipalités de Huehuetla et de Xochitlán sur le versant caribéen de la Sierra Madre orientale.

## Description
Ces lézards sont caractérisés par l'absence d'une bande croisée foncée continue sur la nuque ou le col remplacé sur cette espèce (comme sur Xenosaurus tzacualtipantecus une espèce sœur) par une sorte d'entonnoir. Des bandes brunes et beiges couvrent leur dos, leurs pattes et leur queue. Leur peau est rugueuse. Un ventre blanc tacheté de noir sur les flancs et un cou uniforme et clair les différencient des autres Xenosaurus.

## Étymologie
Son nom spécifique dérive du verbe latin frangō, « casser, fragmenter », et fait référence à la barre noire incomplète présente sur sa tête.

## Publication originale
- (en) Adrián Nieto-Montes de Oca, Helder Sánchez-Vega et Itzel Durán-Fuentes, « A new species of knob-scaled lizard (Xenosauridae, Xenosaurus) from the Sierra Madre Oriental of Puebla, Mexico », ZooKeys, Sofia, Pensoft Publishers (d), vol. 737, no 737,‎ 15 février 2018, p. 141-160 (ISSN 1313-2989 et 1313-2970, OCLC 248547717, PMID 29674877, PMCID 5904495, DOI 10.3897/ZOOKEYS.737.15095, lire en ligne).